# Gocciole
Le Gocciole sono dei biscotti prodotti dalla Pavesi. Tradizionalmente, le Gocciole sono composte da un biscotto di pasta frolla ricoperto da gocce di cioccolato, anche se ne sono state prodotte numerose varianti.
Sono state proposte per la prima volta nel 1987 come frollino della linea "amici del mattino" diventando un marchio autonomo nel 1998.

## Varianti
- Gocciole Chocolate frollini con gocce di cioccolato.
- Gocciole Mini (già Gocciole tribù[3])  mini frollini con gocce di cioccolato. (non più in commercio)
- Gocciole Mini extraDark  (già Gocciole tribù extraDark[3]) mini frollini con gocce di cioccolato in versione extraDark. (non più in commercio)
- Gocciole Wild biscotti integrali con gocce di cioccolato fondente.
- Gocciole con nocciola biscotti con pasta frolla alla nocciola con gocce di cioccolato. (non più in commercio)
- Gocciole ExtraDark biscotti al cacao con gocce di cioccolato extra fondente.[4]
- Gocciole King cookies americani con gocce di cioccolato al latte e fondente. (non più in commercio)
- Gocciole Expresso frollini con gocce di cioccolato al caffè (non più in commercio).
- Gocciole Coconut frollini con gocce di cioccolato, molto burro e cocco.
- Gocciole Caramel frollini con gocce di cioccolato e croccante granella di caramello.
- Gocciole Finger biscotti con gocce e fondo di cioccolato.
- Gocciole Gianduia frollini con gocce di cioccolato gianduia (non più in commercio).[5]

Dall'estate 2022 è in commercio anche una versione al gelato.